# コルセットに翼
『コルセットに翼』（コルセットにつばさ）は、もとなおこによる日本の漫画。『月刊プリンセス』（秋田書店）にて、2007年9月号から2011年12月号まで連載された。
プリンセスコミックスより、単行本全10巻。
2012年、第16回手塚治虫文化賞ノミネート、『このマンガがすごい! 2012』のオンナ編48位にランクインした。

## ストーリー
時は19世紀末、イギリス。少女クリスは父親を亡くしたため、親類によりヨークシャーにあるデスデモーナ女子寄宿学校に入れられる。しかし、そこは地獄のように厳しい環境で全く自由がなかった。少女クリスは強気な性格であったため、経営者兼校長であるミス・デスデモーナに目をつけられ、さらに厳しい境遇へと追い込まれてしまう。そんなとき、ミス・デスデモーナのお気に入りであり、特別生と呼ばれるジェシカと出会う。一見デスデモーナに従順であるように見えた彼女であったが、裏では寄宿学校の仲間を助けていた。彼女は「月光荘」と呼ばれる古びた温室を隠れ家にして火曜日と水曜日の夜に下級生たちに特別授業を行っていて、クリスもその仲間に加わる。そこはデスデモーナ女子寄宿学校唯一の安らぎの場であり、また、勉学に励むことの出来る唯一の場所でもあった。同じ頃、クリスは毎朝、寄宿学校へと出入りする少年リアムと出会う。彼もまたクリスをはじめとする女学生たちに協力的であり、彼の知人である画家ラファエルとの交流も始まる。その後、画家ラファエルはクリスを絵のモデルにしたいと申し出て、学校から連れ出す。ラファエルの行動はクリスの境遇を思ってのことであると当初は思っていたが、ラファエルの家でクリスの父親の肖像画を発見したため、ラファエルとクリスの父親は交流があったのではないかと疑い始める。
その後、20世紀に突入して間もない1901年1月22日、ヴィクトリア女王が崩御し、ヴィクトリア朝に終わりを告げた。それは女王と共にあった英国の栄光の時代の終焉でもあり、落ちた帝国として認識されるのも最早時間の問題であった。しかし、新時代の訪れは決して悪いことばかりではないと期待する者も少なからず存在した。クリスは14歳になり、上級生のジェシカは卒業した。クリスは再び故郷の家に戻る機会を与えられ、ラファエルと父との関係があったことを決定付ける証拠を発見し、クリスは本格的にラファエルに関する謎の解明に乗り出していく。また、ジェシカは新聞社に近づき、デスデモーナ女子寄宿学校の現状を告白する計画を立て、デスデモーナに復讐することを誓う。

## 登場人物
クリス
上流階級の娘であったが、父親が亡くなったため親類によって強制的に寄宿学校に入れられてしまう。生まれてすぐに母を亡くしている。
父親とは血が繋がっておらず、母の前夫との間に生まれた娘であるが、生前の父親はクリスのことを溺愛しており、「私の大切な天使」と呼んでいた。
ボーイッシュな性格で、寄宿学校に入る前は少年の服を愛用していた。
リアム
八百屋の孫で毎朝、寄宿学校へと野菜、果物を届ける少年。不自由な生活に苦しんでいたクリスに力を貸す。画家、ラファエルの下でモデルのバイトもしている。
セドリック
クリスの幼馴染であり、少年合唱団に所属している。クリスはセドリックのボーイソプラノの歌声が好きで「天使の歌声」と呼んでいる。
愛称はセディ。
ミス・デスデモーナ
「デスデモーナ寄宿学校」の経営者兼校長。自分の意のままに生徒を絶対服従させようとする。
ジェシカ
ミス・デスデモーナお気に入りの特待生。表面的にはデスデモーナに従順しているが裏でクリスたちを助けている。「月光荘」と呼ばれる古びた温室を隠れ家にしており、火曜日と水曜日の夜に下級生たちに特別授業を行っている。
ラファエル
画家であり、リアムやクリスをモデルにする。幼い頃に記憶をなくし、本名が不明であるため、「ラファエル」と名乗っている。
メアリ・ルース
ラファエルの幼なじみであり、彼の主治医である。
エリック・ローズデール
クリスの母が持つ鍵と同じものを所有している。クリスとは「デスデモーナ寄宿学校」に入る直前、ロンドンの駅にて一度会っている。

## 単行本
- もとなおこ 『コルセットに翼』 秋田書店〈プリンセスコミックス〉、全10巻